# Saneatsu Mushanokōji
Saneatsu Mushanokōji (武者小路 実篤(實篤) Mushanokōji Saneatsu?,  sau: Musha (無車), Futōō (不倒翁), n. 12 mai 1885, Kōjimachi-ku⁠(d), prefectura Tokyo⁠(d), Japonia – d. 9 aprilie 1976, Komae, Tōkyō, Japonia) a fost scriitor și pictor japonez.
Admirator al lui Lev Tolstoi, pe baza concepțiilor filozofice ale acestuia, a întemeiat comunitatea utopică Atarshiki Mura⁠(en)[traduceți] („Noul sat”) pe lângă orașul Hyūga, în care membrii trăiau o viață simplă.
A pus bazele revistei avangardiste Shirakaba⁠(en)[traduceți] și a grupării literare cu același nume, prin care și-a promovat principiile, a căror principală caracteristică era opoziția față de obiectivitatea naturalismului.

## Scrieri
În opera sa literară și-a prezentat concepțiile idealiste, străbătute de sentimente umanitare.

### Romane
- 1912 : Omedetaki hito („Nevinovatul”);
- 1919 : Kōfukumono („Un om fericit”);
- 1920 : Yūjō („Prietenie”);
- 1923 : Aru otoko;
- 1950 : Shinri sensei.

### Teatru
- 1915 : Sono imōto („Sora sa”);
- 1922 : Ningen Banzai („Trăiască omul”).